# Caen Floorball
 (octobre 2014).
- Si vous ne connaissez pas le sujet, laissez ce bandeau (vous pouvez alors contacter les auteurs).
- Si vous supprimez le contenu mis en cause (vous pouvez préalablement contacter les auteurs),

argumentez précisément cette suppression dans la page de discussion
(un manque de référence n'est pas un argument ; une recherche réelle de référence doit avoir été effectuée, être formellement documentée).
Vous êtes invité à donner votre avis sur cette page de discussion, de manière argumentée en vous aidant notamment des critères d’admissibilité ou en présentant des sources extérieures et sérieuses.  
Après avoir apposé le modèle {{Admissibilité}} sur une page, suivez les étapes expliquées sur Wikipédia:Débat d'admissibilité/Aide :
| 1. | Créez la page de débat d'admissibilité.                                                                      | Sauvegardez d’abord la page pour l’initialiser puis indiquez votre motivation.        |
| 2. | Important : ajoutez une entrée dans la section Débat d'admissibilité du jour.                                | Utilisez ce texte : *{{L\|Caen Floorball}}                                            |
| 3. | Pensez à informer les contributeurs principaux de la page et les projets associés lorsque cela est possible. | Utilisez ce texte : {{subst:Avertissement débat d'admissibilité\|Caen Floorball}}~~~~ |

Maillots
Dernière mise à jour : 7 novembre 2019.
Le Floorball Club de Caen, ou plus souvent appelé Caen Floorball, est un club de floorball français fondé en 2008. Évoluant actuellement en Championnat de France Division 1, le club est basé à Caen. Il est présidé depuis juin 2018 par Franck Robillard.

## Sections

### Équipe féminine
Depuis septembre 2019, le club propose un entraînement hebdomadaire 100% féminin. Cette nouvelle séance permet aux joueuses du club de progresser, et l'équipe féminine participera dès la saison 2019-2020 au championnat régional féminin.

### Équipes adultes
Caen Floorball a deux équipes inscrites au championnat de France 2019-2020 :
- une équipe N1 (le plus haut niveau français)
- une équipe D3, en entente avec le club de Fleury-les-Aubrais

### Équipes junior
Depuis septembre 2010, le club dispose d'une section jeunes avec des entraînements hebdomadaires. Depuis septembre 2019, il existe désormais deux équipes séparées : une équipe U16 et une équipe U11. Ces deux équipes sont mixtes et permettent aux enfants de 8 à 15 ans de découvrir le floorball.

## Histoire

### Les débuts du club
Lors de son retour dans sa Normandie natale pour ses études en 2008, Vincent Grieu, ancien joueur de roller-hockey pour le Roller Skating Hockey Caen, décide de réunir certains de ses camarades de l'IUT Informatique d'Ifs afin de monter un club de floorball , sport qu'il a découvert chez les Pirates du Lyon Floorball Club. Dès sa première année d'existence, le Floorball Club de Caen inscrit une équipe en championnat de France D2. Alors que le début de la saison 2008/09 approche, les Caennais s'entrainent jusqu'en novembre en extérieur, sur le petit terrain multisport d'Ifs. La mairie et la direction des sports de Caen leur accordent finalement un créneau au gymnase Hastings à partir du 25 novembre 2008.
Une poignée de joueurs participe à l'Open de Nantes, mais une bonne partie de l'équipe ne fera qu'un ou deux entrainements en salle avant leur premier match en compétition officielle.

### Première saison:2008/09
Les Tripiers participent à leur 1er week-end de championnat à Saint-Genis-Pouilly à la mi-janvier, après un long déplacement enneigé, avec des maillots bleus fournis par le club de Nantes. Renforcés par 3 joueurs prêtés pour la saison par IFK Paris, les Caennais s'imposent 3-2 contre les Saint-Étienne Knights pour leur premier match officiel et Vincent Grieu devient le premier buteur du club.
La première saison en D2 est très serrée, et il ne manque qu'une seule victoire aux Caennais pour terminer 4e et jouer les playoffs. Mais les défaites par un but d'écart ont été trop nombreuses, et après les matchs de classement, les Noir et Or se classent finalement à la 8e place sur 10.
 Effectif 2008-2009 
| Poste          | Noms |
| -------------- | --- |
| Gardien de but | Guillaume Dupas (#30) |
| Défenseurs     | Sébastien Caron (#14), Sylvain Boursier(#36), Sophian Melhaoui (#42), Simon Lécuyer (#62), Davy Soubeste (#77)                                             |
| Centres        | Franck Olivier (#9), Vincent Grieu (#40) |
| Ailiers        | Alice Sallot (#4), Benjamin Singier (#5), Julien Guérin (#7), David Alin (#13), Pierre-Olivier Blouin (#19), Quentin LaCarbona (#20), Timothée Maire (#90) |

### Saison2009/10
Les Caennais démarrent la deuxième saison de leur histoire lors d'une journée de championnat en novembre à Grenoble le 22 novembre. Ils y affrontent les Saint-Étienne Knights, qu'ils battent 2-0, les Tigres du Grésivaudan, qu'ils quittent sur le score de 1-1 et la réserve des Pirates du Rhône, qu'ils battent 4-1. Ils s'apprêtent donc à accueillir pour la première fois le championnat de France chez eux en position de leader de la Division 2.
Caen organise les 16 et 17 janvier 2010 les premiers matchs sur sol Normand. Caen Floorball réalise une bonne organisation aidé par la direction des sports de Caen, mais l'équipe passe complètement à côté de son week-end sportif. L'angoisse de l'organisation (le sol de la Halle aux Granges présente de trop grands risques; l'humidité faisant glisser les joueurs, les rencontres contre les Gladiateurs d'Orléans et les Hoplites d'Ambiani sont repoussées au lendemain matin) ainsi que le fait de devoir gérer un effectif en surnombre dans lequel la plupart des joueurs ne se connaissent pas fait qu'ils ne parviennent pas à faire mieux qu'une victoire (3-0 contre PUC) contre trois défaites (contre Orléans, Lille et Amiens).
Les Noir et Or ont laissé passer leur chance d'accéder aux playoffs, malgré une victoire anecdotique contre Béziers en mars à Paris, et terminent ensuite la saison à la 5e place après des matches de classement disputés avec seulement un remplaçant à Lyon (victoire 5-2 contre PUC et 5-4 contre les Knights de Saint-Étienne) et qui font office de préparation à la saison suivante et marquent le début d'un nouveau cycle pour l'équipe.
Le club ponctue la fin de saison 2009/2010 d'une très belle 2e place à l'Open de Valenciennes en ne s'inclinant qu'en mort subite face au Nordiques Floorball Club, champion de D2. C'est avec un sentiment mitigé que les Noir et Or terminent l'exercice 2010.
Bien que la qualification en D1 n'était pas forcément d'actualité pour eux, les regrets subsistent au vu de la déroute subie à domicile et qui a plombé un très bon début de saison. Néanmoins, les progrès affichés dans le jeu semblent annoncer de belles choses pour le club en ce qui concerne la saison à suivre.
 Effectif 2009-2010 
| Poste          | Noms |
| -------------- | --- |
| Gardien de but | Guillaume Dupas (#30) |
| Défenseurs     | Sébastien Caron (#14), Quentin Mariette (#23), Florian Leclercq (#48), Quentin LaCarbona (#66), Davy Soubeste (#77), Arthur Kohler (#88)                                                                           |
| Centres        | Clément Gaudron (#6), Franck Olivier (#9), Vincent Grieu (#40) |
| Ailiers        | Alexis Tricoche (#2), Johan Marc (#3), Alice Sallot (#4), Benjamin Singier (#5), Julien Guérin (#7), David Alin (#13), Idriss Chaplain (#19), Alexandre Marnay (#20), Sophian Melhaoui (#42), Timothée Maire (#90) |

### Saison2010/11
La saison 2010/2011 commence pour les Caennais par l'Open de Nantes en guise de tournoi de pré-saison. Après des matches de bonne facture contre des équipes de D1 ( Canonniers de Nantes, Paris Université Club ), ils entament leur saison par deux victoires lors d'un weekend de championnat à domicile face aux Gladiateurs d'Orléans et à l'équipe réserve d'IFK Paris. Ces matches confirment les progrès entrevus dans le jeu à la fin de l'exercice 2009/2010.
Après le report de la journée de championnat du mois de décembre organisée par les Hoplites d'Ambiani pour cause d'intempéries, les Noir et Or se rendent à Nantes en janvier afin d'affronter une nouvelle fois les Gladiateurs d'Orléans ainsi que l'équipe réserve du PUC. Seulement ils sont attendus au tournant et s'en sortent par deux fois de justesse.
Ils débarquent à Paris en février trop sûrs d'eux, et se font surprendre par l'équipe d'IFK Paris 2 qui, pour le match retour, leur infligent une leçon de floorball. Ils se ressaisissent le lendemain, dans la douleur, contre les Grizzlys du Hainaut, mais se savent désormais attendus, d'autant que se profilent les deux matches contre les Hoplites d'Ambiani, gros outsiders de la poule et qui finiront quelques mois plus tard champions de D2.
La journée de mars qui se déroule à Quièvrechain s'avère être une catastrophe pour les Caennais. Absents des débats dans le jeu et dans l'engagement, ils se font punir par les Hoplites d'Ambiani avant de concéder le nul 2-2 le dimanche contre une vaillante équipe de PUC 2. Quentin LaCarbona se voit obligé de revoir le schéma tactique du groupe s'il veut que le club reste dans la course à la montée.
La dernière journée de la saison régulière est donc cruciale. Seulement les Caennais sombrent une nouvelle fois face à Amiens le samedi, bien que la malchance leur ait aussi joué des tours. Les Noir et Or ne valident leur ticket pour les playoffs que lors de l'ultime match de la saison régulière qu'ils remportent 3-1 aux dépens des Grizzlys du Hainaut. Ils sortent finalement seconds de leur poule au terme d'une saison régulière où toutes les équipes engagées avaient encore mathématiquement une chance de se qualifier avant le dernier weekend.
C'est contre les Chats Biterrois que les Caennais jouent donc leur place en D1 à Paris en mai 2011. L'entame de match est superbe et les Caennais mènent 2-0 au sortir du premier tiers-temps de cette demi-finale sur laquelle ils ont une parfaite emprise. Le deuxième tiers-temps marque un retour à l'équilibre dans le jeu entre les deux équipes, mais les Caennais font toujours la course en tête à la fin du deuxième tiers, 3-1. Le dernier tiers de la partie est rempli de ce que le floorball fait de mieux en matière de renversement de situation. Les Caennais marquent un quatrième but par l'intermédiaire de Sébastien Caron au retour des vestiaires. C'est alors que les Biterrois décident de jouer l'impossible alors que tout leur semble perdu et qu'ils étaient menés de trois buts à dix minutes de la fin. En à peine cinq minutes, ils profitent du relâchement des Normands pour inscrire quatre buts, et passent ainsi devant au score, qu'ils ne lâcheront plus, pour s'offrir pour la première fois de leur histoire une montée en D1. La chute est extrêmement lourde pour le Caen Floorball, qui verra son objectif de toute une saison s'enfuir à dix minutes du terme de cette dernière après un match à l'image de leur saison, à savoir plein de maîtrise au début, marqué par le doute au milieu, et complètement gâché à la fin. Ils battent les Dragons Bisontins le lendemain pour une anecdotique troisième place et qui confirme néanmoins que le groupe avait toutes les qualités pour rejoindre l'élite du floorball français.
Caen terminera la saison par le tournoi de la francophonie organisé en 2011 par les Canonniers de Nantes. Quatre Caennais (Vincent Grieu, David Alin, Idriss Chaplain et Guillaume Portier) sont rejoints par trois joueurs de l'IFK Paris (Sébastien Briquet, Guénaël Wagner et Bernard Hélou) ainsi que par Josselin Debraux, centre du Lyon Floorball Club, pour aller chercher une troisième place largement méritée afin de finir l'année sur une note plus positive que celle du championnat.
 Effectif 2010-2011 
| Poste          | Noms |
| -------------- | --- |
| Gardien de but | Guillaume Dupas (#30) |
| Défenseurs     | Quentin Mariette (#23), Léo Halbout (#36), Florian Leclercq (#48), Quentin LaCarbona (#66)                                                                           |
| Centres        | Clément Gaudron (#6), Vincent Grieu (#40) |
| Ailiers        | Alexis Tricoche (#2), Johan Marc (#3), David Alin (#13), Sébastien Caron (#14), Luisa Eymes (#16), Idriss Chaplain (#19), Alexandre Marnay (#20), Thomas Ellis (#50) |

### Saison2011/12
Caen Floorball commence sa quatrième année d'existence par une 2e place au Casque d'Ambiani, tournoi amical d'Amiens, où ils perdent en mort subite contre les Phoenix de Wasquehal. Ce sera un avant-goût de la saison à venir : le club de Thibault Van Nedervelde est tout juste créé mais il va remporter coup sur coup le championnat de France de D2, puis de D1 en 2012-2013.
Les Normands vont réaliser une saison un peu étrange : ils réalisent leur meilleur bilan comptable jusqu'à cette année, mais la double rencontre contre les Phoenix se solde par deux lourdes défaites. Avec une seule équipe qualifiée par poule, Caen n'aura pas eu l'occasion de jouer sa chance en playoffs, alors qu'ils s'étaient par exemple imposés contre Nantes qui finit premier de sa poule.
Le club va cependant mettre à profit cette élimination du championnat D2 pour concevoir son premier tournoi amical annuel. Pour trouver une formule innovante, la « Coupe des Crosses » est ainsi créée. Son but est de réunir chaque saison les joueurs des différents sports de crosses à Caen et ses environs. Dès la première édition, les équipes des Drakkars de Caen (hockey sur glace), des Conquérants de Caen (roller hockey) ainsi que du HCVCEC (hockey sur gazon) participent.
Finalement, les Drakkars de Caen menés par Alexis Gomane s'imposent d'un but en or 5-4 contre Caen Floorball devant des spectateurs enthousiastes et remportent la Tricoche Cup, le trophée du tournoi.
 Effectif 2011-2012 
| Poste          | Noms |
| -------------- | --- |
| Gardien de but | Guillaume Dupas (#30) |
| Défenseurs     | Quentin Mariette (#23), Thomas Ellis (#50), Timothée Poisblaud (#85)                                                                                      |
| Centres        | Clément Gaudron (#6), Vincent Grieu (#40) |
| Ailiers        | Alexis Tricoche (#2), Anne Catrice (#7), David Alin (#13), Sébastien Caron (#14), Alexandre Marnay (#20), Guillaume Portier (#27), Antoine Monceaux (#36) |

### Saison2012/13
En guise de préparation à l'exercice 2012-2013, le Caen Floorball participe à la deuxième édition du tournoi du Casque d'Ambiani. Les Normands tombent dans la poule des Hoplites d'Ambiani 2, des Phoenix de Wasquehal et des Nordiques de Tourcoing. Les Caennais battent les Amiénois 5-1, puis sont défaits par les Phoenix 5-2, et enfin s'imposent 4-1 face à Tourcoing. Ils se qualifient donc pour les demi-finales du tournoi face à l'équipe d'IFK. Les Noir et Or adoptent une tactique défensive afin de pouvoir contre-attaquer au mieux face à ce cador du championnat de France de floorball D1. Ils perdent 2-0 face à un adversaire qui leur est simplement supérieur, et qui gagnera même le tournoi. Lors de la petite finale, ils rencontrent les Grizzlys du Hainaut. Malgré l'absence de remplaçants, les Valenciennois donnent du fil à retordre aux Caennais comme à leur habitude. Leurs contres incisifs ainsi que leur redoutable gardien Geoffrey Munoz poussent les Caennais jusqu'en prolongation. Ils n'obtiennent la troisième place du tournoi qu'à dix-huit secondes du terme sur un but en or.
Les deux premières journées de championnat se déroulent les 20 et 21 octobre à Rennes. Le premier match oppose Caen à St Lô. Les Saint-Lois arrivent sans remplaçants pour leur tout premier match de championnat. Le score est sans appel: 24-1 pour les Caennais face à de valeureux Manchois. Le lendemain, les Noir et Or affrontent les Canonniers de Nantes pour le choc de la poule A. Les Nantais mettent une grosse intensité physique, les Caennais répondent par leur collectif et remportent le match 4-0.
Les 24 et 25 novembre 2012, les Caennais organisent les 3e et 4e journées du championnat de France de floorball. Ils affrontent les Panthères de Rennes le samedi après-midi et s'imposent 12-1, score large au vu du premier tiers durant lequel les Rennais ont imposé une forte intensité physique. Mais les Noir et Or l'emportent sur leurs adversaires du jour notamment grâce à un deuxième tiers gagné 9-1. Le lendemain, le Floorball Club Lavallois de Quentin LaCarbona, ancien président du Caen Floorball, connait le même sort. Le score est sans appel: 13-0, avec cette fois plus de régularité de la part des Caennais.
Après une pause durant les fêtes, le championnat reprend à Nantes fin janvier. Les Caennais y affrontent leurs hôtes le samedi 26, et essuient là leur première défaite de la saison. Malgré un premier tiers serré, le match tourne en faveur des Nantais durant la deuxième période. Les Caennais déjouent tandis que les Canonniers maitrisent leur sujet. Le score final est exactement le même qu'au match aller, seulement il est cette fois en faveur de Nantes. Le lendemain, le Caen Floorball affronte les Andégaves d'Angers pour la toute première fois. Malgré un bon match de la part des Angevins, les Noir et Or maîtrisent et repartent de l'avant grâce à une victoire 8-0.
Les Lavallois accueillent à leur tour un weekend de championnat les 9 et 10 février. Le samedi, l'occasion est donnée à Angers de prendre leur revanche sur les Caennais. Les Noir et Or sont cependant plus concentrés qu'à Nantes et remportent le match 15-1. Ils poursuivent sur leur lancée le lendemain face à Laval, et gagnent 17-0.
Les Angevins sont les derniers de la poule Ouest à accueillir un tour de saison régulière. Les Caennais rencontrent Rennes le samedi. Ils ont du mal à mettre leur jeu en place, sont fébriles défensivement et se font punir au bout de vingt secondes sur un coup franc en pleine lucarne. Peu à peu, leur jeu se pose et ils gagnent finalement la rencontre sur le score de 9-2. Pour conclure leur saison, les Noir et Or affrontent l'équipe qu'ils avaient nettement battue lors de leur premier match, St Lô. Seulement, l'équipe à qui ils ont infligé le score de 24-1 n'est plus du tout la même, que ce soit physiquement ou collectivement. Les Caennais se heurtent à une équipe très regroupée et malgré de nombreuses occasions, peinent à conclure. D'autant plus que les Saint-Lois profitent des quelques occasions qu'ils ont pour punir Caen. Le score final de 9-4 illustre à quel point les Saint-Lois ont progressé au fil du championnat, et aussi que n'importe quelle équipe peut être mise en difficulté dans ce championnat.
Cette saison régulière est de loin la plus prolifique de l'histoire du Caen Floorball depuis sa création. Ils auront battu le record du plus gros score jamais établi en D2 (24-1) ainsi que celui du nombre de buts inscrits en une saison régulière en D2 (111). Les Caennais rencontreront les Nordiques, seconds de la poule Nord, lors des quarts de finale du 20 avril qui se tiennent à Paris.
Les 30 et 31 mars, les Caennais se rendent en effectif réduit à Rennes pour y disputer le Tournoi des Panthères, qui s'avère être doublement historique pour le club, car les Noir et Or remportent là un tournoi pour la première fois de leur existence, mais aussi car pour la première fois, leur équipe U13 a l'occasion de disputer un match (même deux matchs) contre une autre équipe, en l'occurrence les U13 de Nantes. Les deux matches se soldent respectivement par un 7-4 et 7-2 en faveur des petits Nantais. Les seniors, quant à eux, l'emportent contre Rennes 5-4, contre les Atlantics (équipe féminine de l'ouest) 5-0, contre les Flibustiers de Nantes 3-0, en demi-finale contre Angers 8-2 et enfin en finale de nouveau contre Rennes 3-2.
Le weekend de playoffs qui se déroule à Paris les 20 et 21 avril 2013 voit les Caennais accéder à la D1 pour la première fois de leur histoire. Le samedi, les Caennais affrontent les Nordiques de Tourcoing. Dans un match tendu et serré, les Caennais sont d'abord menés au score, puis reprennent progressivement le match à leur compte malgré un jeu volontairement simpliste. La rencontre est crispée jusqu'au bout mais les Noir et Or s'imposent finalement face à de solides nordistes et passent en demi-finale et sont assurés de se rendre aux phases finales des 25 et 26 mai à Grenoble. Ils affrontent Strasbourg le 21 avril pour une place directe en première division. Concentrés, appliqués, solides, les Caennais manquent d'abord un penalty avant d'ouvrir le score puis de doubler la mise dans ce match d'une haute intensité physique. Un cafouillage entraîne un retour au score des Sentinelles et une longue attente s'ensuit pour les Caennais. Tendus, ce n'est que lorsque Guillaume Portier inscrit le troisième et ultime but du match qu'ils sont libérés. Au bip final, ils peuvent exulter: ils sont promus dans l'élite du floorball français pour le cinquième anniversaire du club.
En finale, Caen Floorball passe à côté de son match et d'un potentiel titre de champion de D2. Ils s'inclinent 6-1 face au favori de la saison, les Trolls d'Annecy. C'est une note amère qui conclut malgré tout la meilleure saison du club depuis sa création.
L'exercice 2012-2013 se conclut par l'organisation de la deuxième édition de la Coupe des Crosses. Le club remporte son tournoi en finale face aux Conquérants de Caen. De leur côté, les juniors affrontent une équipe de jeunes hockeyeurs du même club des Conquérants, rencontre qui donne lieu à de nombreux buts et une victoire des jeunes Noir et Or aux tirs au but. L'enthousiasme montré par les jeunes pousses laisse présager qu'une section junior puisse voir le jour dès l'édition 2014 de la compétition.
 Effectif 2012-2013 
| No  | Nom                | Poste     | Naissance         | Nationalité | Statistiques FFFL | Club d'origine        |
| --- | ------------------ | --------- | ----------------- | ----------- | ----------------- | --------------------- |
| #30 | Guillaume DUPAS    | Gardien   | 1er décembre 1988 | France      | Statistiques FFFL | Caen Floorball        |
| #21 | Olivier JEANNE     | Défenseur | 20 janvier 1986   | France      | Statistiques FFFL | Caen Floorball        |
| #23 | Quentin MARIETTE   | Défenseur | 23 janvier 1990   | France      | Statistiques FFFL | Caen Floorball        |
| #50 | Thomas ELLIS       | Défenseur | 20 juin 1987      | France      | Statistiques FFFL | Caen Floorball        |
| #62 | Simon LECUYER      | Défenseur | 23 février 1987   | France      | Statistiques FFFL | Caen Floorball        |
| #85 | Timothée POISBLAUD | Défenseur | 4 octobre 1987    | France      | Statistiques FFFL | Caen Floorball        |
| #6  | Clément GAUDRON    | Centre    | 22 octobre 1991   | France      | Statistiques FFFL | Paris Université Club |
| #40 | Vincent GRIEU      | Centre    | 20 novembre 1987  | France      | Statistiques FFFL | Lyon floorball club   |
| #2  | Alexis TRICOCHE    | Ailier    | 12 juillet 1978   | France      | Statistiques FFFL | Caen Floorball        |
| #14 | Sébastien CARON    | Ailier    | 1er août 1988     | France      | Statistiques FFFL | Caen Floorball        |
| #19 | Idriss CHAPLAIN    | Ailier    | 19 novembre 1991  | France      | Statistiques FFFL | Caen Floorball        |
| #20 | Alexandre MARNAY   | Ailier    | 23 février 1989   | France      | Statistiques FFFL | Caen Floorball        |
| #25 | Benjamin STEPHAN   | Ailier    | 13 décembre 1987  | France      | Statistiques FFFL | Rennes Floorball Club |
| #27 | Guillaume PORTIER  | Ailier    | 16 janvier 1988   | France      | Statistiques FFFL | Caen Floorball        |

### Saison2013/14
La saison reprend le dernier weekend de septembre pour les Caennais. Ils se rendent à Amiens pour y disputer la troisième édition du Casque d'Ambiani. Ils affrontent les Nordiques de Tourcoing et sont défaits 4-3. Ils rencontrent ensuite les Hoplites d'Ambiani, qu'ils battent 2-1. Pour le dernier match de poule, ils rencontrent IFK Paris, et ne sont défaits qu'1-0, ce qui leur permet, au goal average du fait qu'Amiens ait remporté sa rencontre contre Tourcoing après qu'IFK a vaincu ses trois adversaires, de se qualifier pour les demi-finales. Le lendemain, ils affrontent les Phoenix de Wasquehal pour une place en finale. Seulement, en sous-effectif et privés de leur capitaine, la rencontre tourne vite à l'avantage des Nordistes qui l'emportent sur le score sans appel de 5-0. Les Noir et Or rencontrent enfin l'équipe réserve d'Amiens pour tenter de décrocher son troisième podium en autant d'éditions du Casque. Appliquant une défense en zone entrecoupées de quelques contre-attaques, ils inscrivent deux buts sans en encaisser un seul, ce qui leur offre la troisième place (deux victoires, trois défaites, 7 buts inscrits, 11 encaissés).
Le club dispute ses premiers matches de D1 à domicile, d'abord face aux Phoenix de Wasquehal, puis face aux Hoplites d'Ambiani. La première rencontre se solde par le score sans appel de 11-1 en faveur des champions de France en titre, plus vifs, plus techniques et bien organisés que les Caennais. Le lendemain, l'expérience amiénoise a raison de l'envie caennaise: malgré leur domination, les Noir et Or encaissent deux buts sur deux erreurs individuelles. Caen aura beau réduire l'écart, les Hoplites concluent la partie sur un but en cage vide. Résultat final : 3-1.
En décembre, les Caennais se déplacent à Nantes pour affronter le PUC le samedi et les Pirates du Rhône le dimanche. Grâce à une envie décuplée, les Caennais arrachent le match nul 3-3 contre le club francilien à deux secondes de la fin, après avoir mené au score. Le dimanche néanmoins, les Caennais ne peuvent rivaliser que deux tiers-temps contre le champion de France 2012, et perdent la rencontre sur le score de 7-2.
L'année 2014 démarre à Amiens face à IFK. La balle circule vite et proprement chez l'équipe la plus titrée de France. Les Caennais ne peuvent rien faire face à tant de qualité et poursuivent leur apprentissage difficile du haut niveau: 11-0. Le dimanche, Caen retrouve les Sentinelles de Strasbourg pour un remake de la demi-finale du championnat de D2 2013. Les Strasbourgeois ouvrent le score sur une erreur caennaise et prennent vite le large. Les Noir et Or se remettent dans le match au troisième tiers temps et parviennent à remonter le score en passant de 5-1 à 5-4. Ils auront beau pousser, la victoire reste alsacienne, et c'est une nouvelle déception pour les Normands.
Lors de la journée de D2 organisée par les Andégaves d'Angers, les Caennais disputent une rencontre contre Nantes Floorball, concurrent direct au maintien. Le match est physiquement très intense, et ce sont les Nantais qui marquent les premiers. Les ligériens maîtrisent le match et les Caennais déjouent, tentant de procéder en contre face à une formation bien regroupée. À force de s'exposer, les Noir et Or encaissent un deuxième but. Ils réduisent ensuite la marque, avant d'encaisser un troisième but. Ils pensent se relancer en inscrivant leur deuxième but, mais ce sont bien les Nantais qui l'emportent grâce à un dernier but en contre. Score final: 4-2. Les Caennais ont alors quasiment dit adieu à leurs espoirs de maintien direct.
Ces derniers espoirs s'envolent définitivement à Paris au mois de mars après une défaite contre les Trolls d'Annecy, après, malgré tout, le meilleur match des Normands cette saison. Les Trolls l'emportent finalement 5-3. Le match du lendemain est annulé pour cause de grève des gardiens de gymnase en raison parisienne. Le classement de la saison régulière est finalement gelé et Caen termine en dernière position, derrière Nantes. Les deux équipes sont donc condamnés à disputer un match de barrage pour tenter de se maintenir parmi l'élite.

## Palmarès
- Championnat de France Division 2 :
  - 2e (1) - 2013
  - 3e (1) - 2011
- Coupe des Crosses / Caen Floorball :
  -  1re (1) - 2013
  - 2e (1) - 2012
- Open de Quiévrechain :
  - 2e (1) - 2010
- Casque d'Ambiani (Amiens) :
  - 2e (1) - 2011
  - 3e (2) - 2012, 2013
- Tournoi de la Francophonie :
  - 3e (1) - 2011
- Tournoi des Panthères (Rennes) :
  -  1re (1) - 2013

## Bilan saison par saison
| Saison      | Division   | Matchs joués | Victoires | Nuls | Défaites | Buts pour | Buts contre | Diff. | Pénalités | Classement                 |
| ----------- | ---------- | ------------ | --------- | ---- | -------- | --------- | ----------- | ----- | --------- | -------------------------- |
| 2012 – 2013 | Division 2 | 13           | 11        | 0    | 2        | 120       | 23          | +97   | 32        | Vice-Champion de France D2 |
| 2011 – 2012 | Division 2 | 12           | 9         | 0    | 3        | 49        | 34          | +15   | 14        | 2e de la conférence B      |
| 2010 – 2011 | Division 2 | 12           | 7         | 1    | 4        | 40        | 33          | +7    | 20        | 3e de D2                   |
| 2009 – 2010 | Division 2 | 10           | 6         | 1    | 3        | 27        | 19          | +8    | 22        | 5e de D2                   |
| 2008 – 2009 | Division 2 | 13           | 4         | 1    | 8        | 24        | 28          | -4    | 10        | 8e de D2                   |
| Total       | Total      | 60           | 37        | 3    | 20       | 260       | 137         | 123   | 98        |                            |

### Les présidents depuis 2008
- mai 2008 - juillet 2009 : Vincent Grieu
- juillet 2009 - juillet 2011 : Quentin LaCarbona
- juillet 2011 - juin 2018 : Quentin Mariette
- depuis juin 2018 : Franck Robillard